# Jacob Reihing

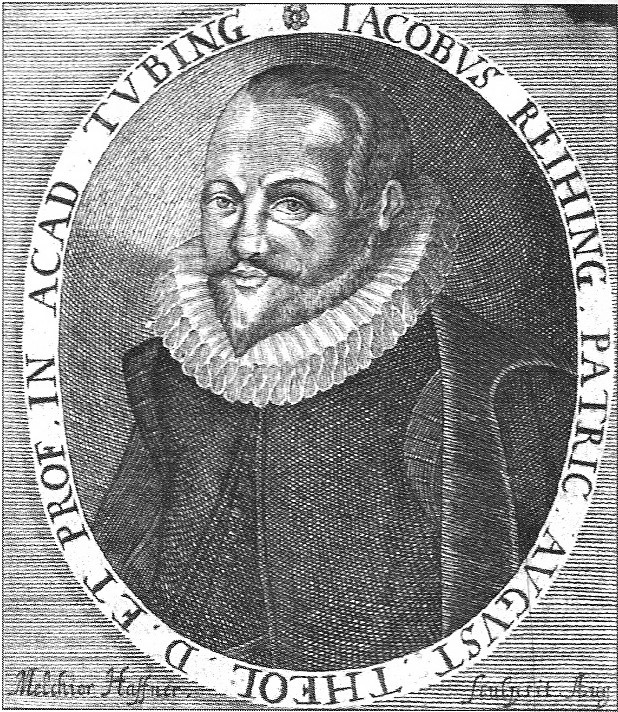
Jacob Reihing, Kupferstich von Melchior Haffner

Jacob Reihing (* 6. Januar 1579 in Augsburg; † 5. Mai 1628 in Tübingen) war ein Theologe, der sich erst sehr eifrig für die Verteidigung des Katholizismus einsetzte, aber überraschend nach Württemberg floh und zum Luthertum übertrat.

## Leben
Jacob Reihing stammte aus dem Augsburger Patriziergeschlecht Reihing. Seine Eltern waren der gleichnamige katholische Augsburger Patrizier und dessen Frau Katharina geb. Bläher. Nach dem Besuch des Jesuitenkollegs St. Salvator wurde er 1597 in den Jesuitenorden aufgenommen und begann das Theologiestudium an der jesuitischen Universität Ingolstadt. 1608 wurde er zum Philosophieprofessor an der bayerischen Landesuniversität Ingolstadt. 1613 wurde er von dem zum Katholizismus übergetretenen Pfalzgrafen Wolfgang Wilhelm nach Neuburg an der Donau geholt, wo er persönlicher Beichtvater des Pfalzgrafen und seiner Ehefrau Magdalene sowie Hofkaplan wurde. Reihing wurde zum tatkräftigen Unterstützer seines Herren, der die Rekatholisierung seines evangelischen Fürstentums Pfalz-Neuburg vorantrieb. Reihing galt als Vertreter des intransigenten Katholizismus, und noch 1620 ist er als katholischer Kontroverstheologe hervorgetreten.
Doch am 5. Januar 1621 verließ Reihing heimlich und völlig überraschend Neuburg und begab sich nach Stuttgart, wo er seine evangelische Gesinnung offenbarte und den Herzog Johann Friedrich um Asyl bat. Nach einer Glaubensprüfung wurde sein Aufenthalt in Württemberg zunächst geduldet. Allmählich vollzog sich die Integration des ehemaligen Jesuiten, der sich in Tübingen niederließ. Als wichtiger Schritt dazu galt der öffentliche Widerruf des Katholizismus. Zu dem feierlichen Schwur, den der Propst und Universitätskanzler Lucas Osiander am 23. November 1621 abnahm, kamen neben dem Herzog Johann Friedrich und seiner Brüder Achilles und Magnus auch der Prinz Franz Heinrich von Sachsen-Lauenburg sowie der Rektor der Universität Tübingen Johann Ludwig Mögling und zahlreiche Dozenten. 1622 heiratete Reihing Maria Welser, die wie er aus dem Augsburger Patriziat abstammte. Im gleichen Jahr legte er eine Dissertation vor, worauf er den Titel eines Doktor der Theologie verliehen bekam. Nun wurde er Bürger von Württemberg und Extraordinarius an der Universität  Tübingen. 1625 wurde er schließlich zum ordentlichen Professor der Theologie erhoben.

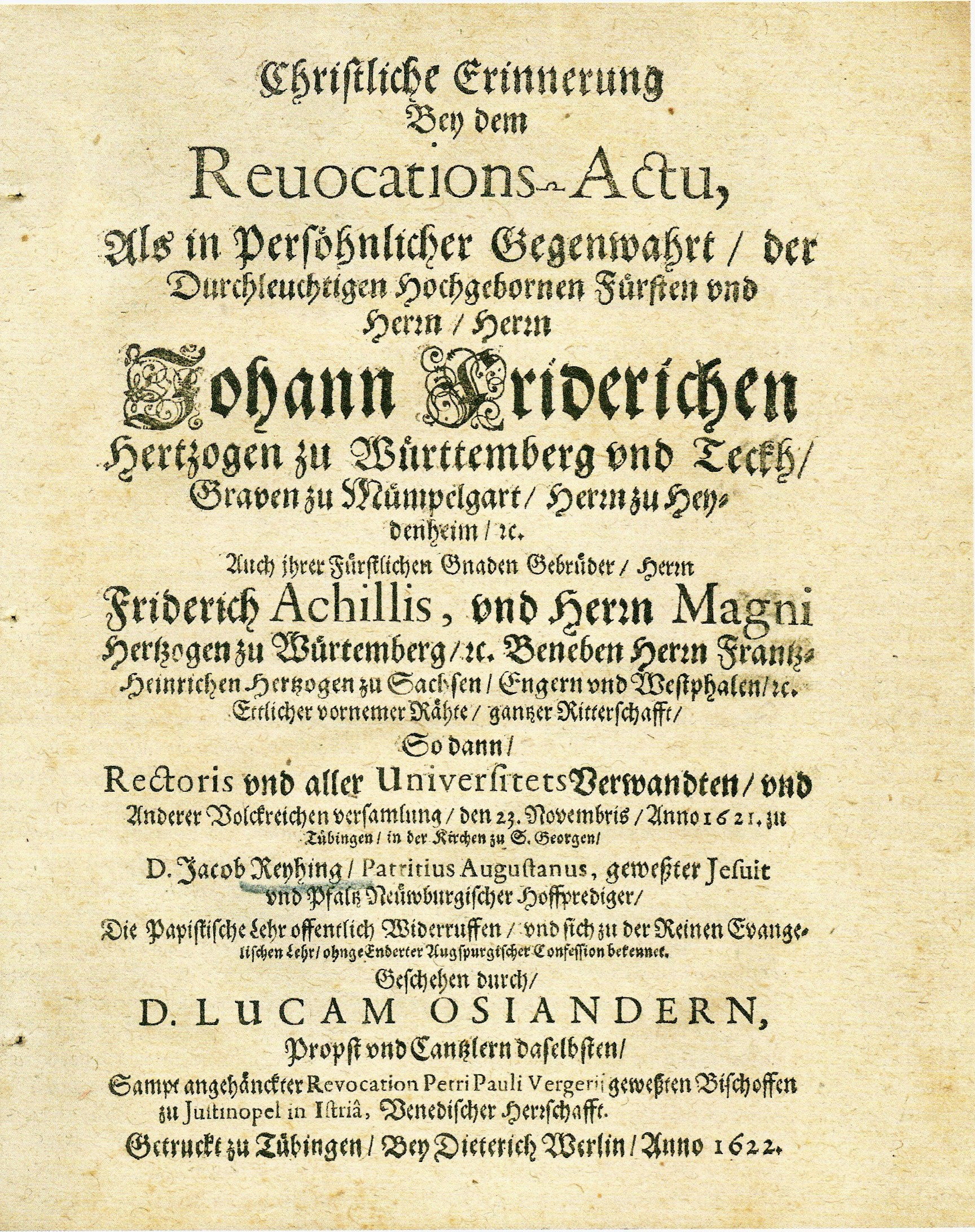
Festschrift anlässlich des öffentlichen Widerrufs der „papstischen Lehr“ am 23. November 1621 in Tübingen

Für den überraschenden Wechsel zum evangelischen Lager gibt es keine äußeren Gründe. Im Gegenteil: 1618 begann der Dreißigjährige Krieg, und die Lage der Protestanten war in seiner Anfangsphase sehr kritisch. Dazu opferte Reihing sein hohes Sozialprestige und den materiellen Wohlstand. Es war völlig ungewiss, was ihn in Württemberg erwartete. Aus der umfangreichen Korrespondenz Reihings mit dem herzoglichen Kammersekretär Conrad Brodbeck lässt sich ein Bild von seiner allmählichen Integration gewinnen. Das Bild legt die Vermutung nahe, dass bei Reihing tatsächlich die religiösen Gründe für den Bekenntniswechsel ausschlaggebend waren. Seine früheren jesuitischen Glaubensbrüder versuchten Reihing nach seiner Konversion zu diskreditieren. Es erschienen zahlreiche Schriften, die z. T. sachlich, z. T. schmähend mit ihm polemisierten. Unter seinen Kritikern haben sich Georg Stengel, Felix Simon, Andreas Förner, Christoph Grentzing und Matthäus Rader besonders hervorgetan. Reihings 1621 erschienenes Werk Laquei pontificii contriti … wurde im Folgejahr durch die Glaubenskongregation auf den Index gesetzt.
Es war Jacob Reihing nicht vergönnt, lange zu leben. Er starb auf dem Gipfel seiner Kräfte, mit 49 Jahren, als angesehener Professor. Zu der Beerdigung, die am 8. Mai 1628 stattfand, erschienen unzählige Trauergäste. Die Leichenpredigt hielt Lucas Osiander, der gleiche, der nicht mal sieben Jahre zuvor Reihings Widerruf des Katholizismus angenommen hatte.

## Schriften (Auswahl)
- Muri civitatis sanctae, hoc est, religionis catholicae fundamenta XII: quibus insistens … Wolfgangus Wilhelmus Comes Palatinus Rheni, Dux Bavarae … in cicitatem sanctam, hoc est Ecclesiam Catholicam faustum pendem inttulit …, Köln 1615
- Muri civitatis sanctae, das ist der catholischen Religion XII Grundtuesten. Durch welche … Wolfgangvs Wilhelmvs Pfalzgraf bey Rhein, Hertzog in Bayrn … von der Augspurgischen Confession sich zu der Vralten … Catholischen vnd Apostolischen Kirchen begeben …, übersetzt von Conrad Vetter, 1615
- Excvbise angelicae civitatis sanctae : pro denfensione XII. Fundamentorum catholicorum Ser.mi principis Wolfgang Wilhelmi …, Neuburg an der Donau 1617
- Laqvei Pontificii contriti, Quibus Adiuvante Domino liberatus Liberatori Svo Ter Opt. Max. Libenter, Meritò, Pvblicas, Solemnesque Gratias, In Illvstri Et Orthodoxa Tubingensi Academia dicere voluit, Tübingen 1621
- Laquei Pontificii contriti, Das ist, schuldige Vnderthänigste Dancksagung, Jacob Reihings, Geschlechters von Augspurg, der H. Schrifft Doctors : Daß er durch Gottes Hülffe auß den Stricken der Bäpstischen Jrrthumben heraußgerissen, vnd errettet worden …, Tübingen 1621
- Gründlicher Bericht von der wunderbaren Bekehrung von dem Pabstumb zum H. Evangelio, Tübingen 1621
- Sermon. Von dem vermeinten Bäpstischen Meß-Opfer … An dem Fest deß heiligen Apostels Andreae, zu Stuttgart, in der Fürstlichen Hoff-Capell gehalten …, Tübingen 1621
- Dissertatio de vera Christi in terris ecclesia, adversus Larvatum iesuitam dilinganum …, Tübingen 1622
- Araneorum Operae : Quas Contra Laqueos Pontificios Contritos, Texturam Improbam suspenderunt, Georgius Stengel, Simon Schaittenreisser, per Metamorphosin a sociis suis Felix, Laurentius Forer, sub larva Viti …, Tübingen 1623
- Retraction und gründliche Widerlegung seines falsch genandten catholischen Handbuchs, 2 Bände, Tübingen, Bd. 2: 1626

## Zeitgenössische Quellentexte
- Hymenaeo Jacobi Reihingi, Patricii Avgvstani, theologiae doctoris et professoris Tubingensis, sponsi: & Mariae Velserae, Antonii Felicis, Patricii Augustani, F. sponsae: Sacrum ab amicis,  Tübingen 1622
- Lucas Osiander: Christliche Leichpredig, Bey der Begräbnuß, Weilund deß Ehrwürdigen vnd Hochgelehrten Herren, Jacobi Reihings, der Heiligen Schrifft Doctoris vnd berhümten Professoris zu Tübingen : welcher den 5. Tag Maij, in Christo sanfft vnd selig eingeschlaffen, vnd den Achten Tag gedachtes Monats, bey Volckreicher Versammlung daselbsten ehrlich zu der Erden bestattet worden, Tübingen 1628